# Igreja Matriz de Nossa Senhora do Carmo
Igreja Matriz de Nossa Senhora do Carmo é um templo católico localizado na cidade de Piracuruca, município do estado do Piauí, no Brasil. A igreja pertence a Diocese de Parnaíba.
Construção da primeira metade do século XVIII, é um prédio histórico e foi considerado "Monumento Nacional" em 1937.

## História
Construída entre 1718 e 1743 por iniciativa dos irmãos portugueses Dantas Correia (Manuel Dantas Correia e José Dantas Correia) como pagamento de promessa por não morrerem nas mãos dos índios Tocarijus (índios antropófagos).
No início do século XX, a igreja estava abandonada, sem o forro da capela e parte do altar-mor caído. Em 1922, iniciou-se uma reforma geral e em 1935, ganhou um novo e amplo altar em mármore. Em 1937, o então presidente da republica, Getúlio Vargas, proclamou a igreja como "Monumento Nacional Brasileiro" através da antiga "Inspetoria de Monumentos Nacionais".
Em 15 de agosto de 1940, o templo foi tombado pelo então órgão do "Patrimônio Histórico Nacional" (SPHAN) pelo seu valor artístico e histórico. O tombamento incluiu todo o seu acervo (pinturas, esculturas e obras de talha, entre outras).

### Aspectos históricos envolvendo o templo
Foi nas dependências da igreja que em 18 de agosto de 1762, o governador da capitânia, João Pereira Caldas, assinou o decreto de instalação da vila de São João da Parnaíba.
No dia 22 de janeiro de 1823, o espaço logo a frente da igreja Nossa Senhora do Carmo, foi palco da leitura do documento proclamando a independência do Piauí. O leitor foi o comandante revolucionário Leonardo de Nossa Senhora das Dores Castelo Branco, que comandava um contingente de 600 homens que venceram a resistência portuguesa que guarnecia a cidade de Piracuruca.
Na Balaiada, as dependências da igreja foram usadas para refúgio da comunidade, quando nos arredores da cidade ocorreram batalhas entre revoltosos e forças imperiais.

## Estilo e características
Construída em estilo barroco tardio, toda sua estrutura conta com blocos de pedra lavrada e numeradas, importadas de Portugal. O templo constitui de nave única, com duas torres e duas capelas laterais. Sua nave possui forro abobadado em madeira, com piso em mosaico. A capela-mor tem forro abobadado e pintado, com o retábulo do altar entalhado.
Em reforma do telhado em 1801, foram removidas as linhas das tesouras, que eram de madeiras, e substituídas por tirantes de ferro, muito inferior aos originais.